# Estação Varginha
A Estação Varginha é a vigésima primeira estação ferroviária da Linha 9–Esmeralda, operada pela ViaMobilidade. Ela fez parte de um plano do Governo Estadual de estender a Linha Esmeralda em 4,5 km rumo ao sul da cidade de São Paulo, a partir da Estação Grajaú. Ela foi reconstruída no local onde ficava localizada a antiga Estação Varginha, que pertencera à extensão operacional da Linha Sul da extinta Fepasa.
Apesar de a estação receber o nome de Varginha, fazendo referência ao bairro Jardim Varginha, localizado mais a sudeste, o prédio da estação está localizado ao lado do bairro Jardim Campinas, na divisa com o bairro Jardim Guanabara, ambos no distrito do Grajaú, Zona Sul de São Paulo. Ela é a estação mais ao sul da cidade de São Paulo em operação.

## História

### Histórico antigo

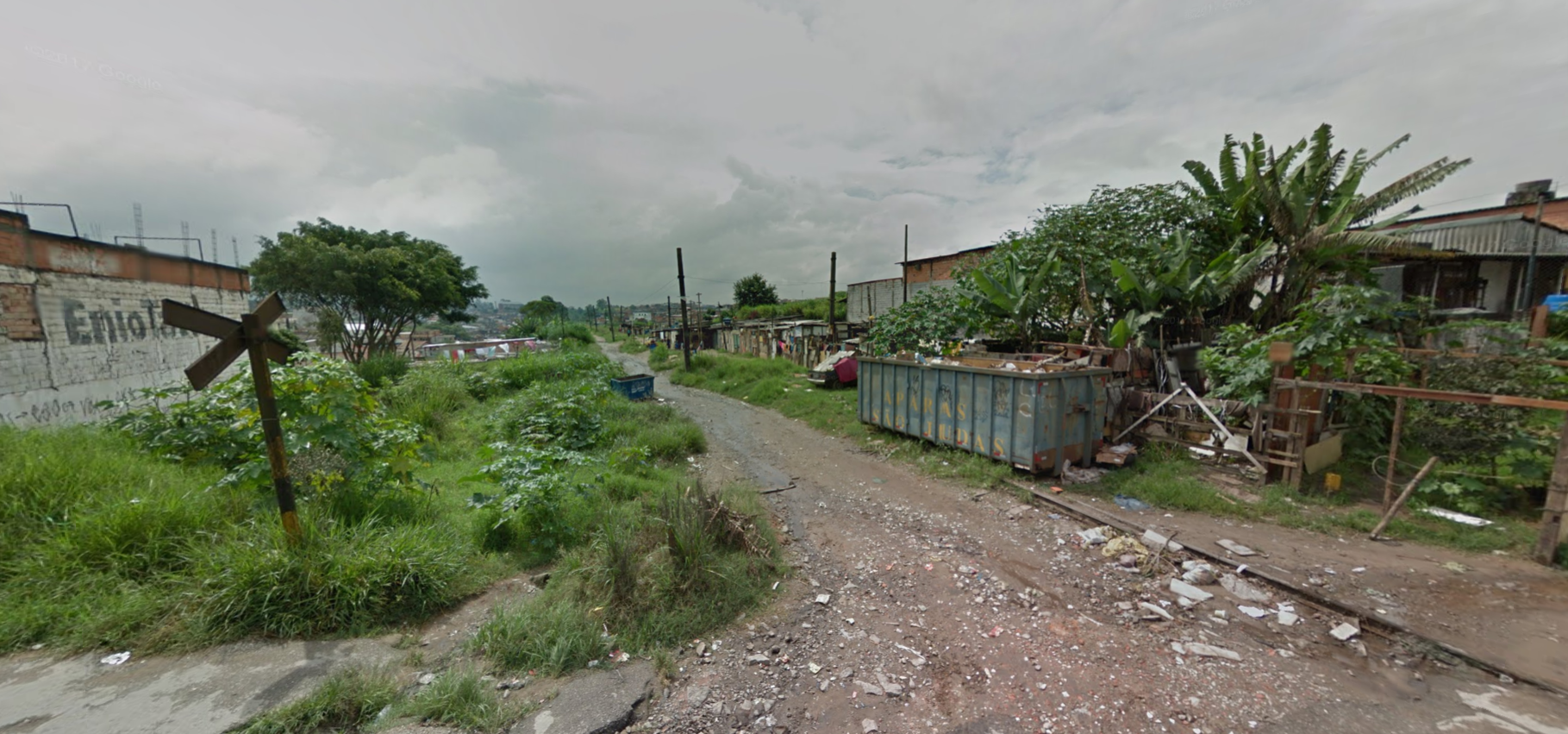
Local da extinta estação Varginha, em 2011. Vista a partir da passagem de nível

A antiga estação Varginha de 1992 foi construída pela Fepasa em meio à ferrovia que já havia sido construída décadas antes pela Estrada de Ferro Sorocabana. Ela funcionou como a estação terminal de uma antiga extensão operacional, que partia da atual Estação Jurubatuba, a qual na época também representava o fim da via mista, duplicada em bitola larga onde os TUEs da Série 5000 operavam em unidades de 6 (seis) carros. A partir dessa estação, os passageiros tinham que desembarcar do trem que operava no tronco principal da Linha Sul e embarcar em outra plataforma onde os TUEs da Série 4800 paravam para poderem seguir viagem. Um sistema semelhante ao utilizado hoje na extensão operacional da Linha 8 - Diamante, mas com o diferencial de que as vias do Ramal de Jurubatuba só eram duplicadas onde haviam as estações, no trecho restante os trens operavam em via singela, o que obrigava um trem estacionado na plataforma esperar o outro passar pela estação para poder prosseguir viagem.
Devido ao fato desse sistema originalmente ter sido implantado como provisório pela companhia, a maioria das estações no ramal foram construídas principalmente de madeira e o acesso aos trens era gratuito. Os passageiros só pagavam passagem a partir da Estação Jurubatuba, caso desejassem prosseguir viagem no tronco principal. Exatamente por essa característica temporária, a Fepasa decidiu aproveitar a infraestrutura dos trilhos dos trens de carga, que na época também circulavam no ramal com destino a Santos operando em bitola métrica. Porém, devido a limitações no orçamento da empresa e prioridades em outros projetos da companhia na época, o sistema provisório acabou se tornando o definitivo, sendo posteriormente preservado pela CPTM até novembro de 2001, quando foi desativado definitivamente junto do serviço de trens de carga.
Na época, a companhia alegou que a estação foi desativada "devido à precariedade da infraestrutura da linha na época", que não era compatível com o restante da ferrovia e nem com a nova política administrativa adotada pela empresa durante aquele período, já que ela visava uma "elevação do padrão" dos serviços prestados, transformando a Linha C–Celeste (atual Linha 9–Esmeralda), assim como todas as outras ferrovias repassadas a ela, de serviços suburbanos a serviços metropolitanos. Na época de sua desativação, a estação tinha um movimento médio de 30 mil passageiros por dia.[carece de fontes?]
A antiga Estação Varginha também era a última estação da Linha Sul da Fepasa que havia sido eletrificada. A partir dela, locomotivas a diesel semelhantes ao Expresso Turístico partiam em horários específicos da Estação Júlio Prestes, no Centro de São Paulo, rumo à Estação Evangelista de Souza, no extremo sul da cidade, durante os dias úteis. Aos finais de semana, um trem trafegava até a Estação Ana Costa, na época Santos-EFS, como um serviço turístico, utilizando parte da ferrovia Mairinque - Santos até a altura da antiga Estação Samaritá e outra parte da ferrovia que atualmente pertence à faixa de domínio do VLT da Baixada Santista.

### Histórico recente
Originalmente, dois consórcios foram contratados na licitação de expansão da linha com um prazo estimado de 18 (dezoito) meses para execução dos serviços, num valor estimado de R$ 350.000.000,00 (trezentos e cinquenta milhões de reais). Porém, devido a complicações no financiamento das obras, elas foram iniciadas em 2013 e paralisadas três anos depois, no final de 2016. Isto se deu porque a licitação foi realizada apenas com verba estadual, insuficiente para a concretização dos trabalhos. Em consequência, o Governo Estadual viu-se obrigado a rescindir o acordo com os consórcios que foram contratados para as obras da extensão.
Enquanto as obras estavam suspensas, moradores da região próxima à estação reclamavam do abandono do terreno cercado pela CPTM, que começara a ser invadido por plantas.
No dia 17 de abril de 2018, o governador Márcio França autorizou o reinício das obras de extensão da Linha 9 - Esmeralda até Varginha, incluindo a construção de 4 (quatro) pontes rodoviárias acima da via férrea para permitir a transposição dos veículos e a readequação do viário na região, além da reimplantação do sistema de alimentação elétrica dos trens, somando um investimento total de R$ 25.000.000,00 (vinte e cinco milhões de reais) que foram liberados do Ministério das Cidades. Todavia, as obras só recomeçaram em 14 de agosto, devido aos estudos técnicos e planejamento necessários para a implantação e readequação do canteiro, além da documentação dos trabalhos realizados e outros processos burocráticos.
Devido aos atrasos, o custo atual da reimplantação da extensão é de R$ 945.000.000,00 (novecentos e quarenta e cinco milhões de reais).
O retorno das obras nos prédios das duas estações só deverá acontecer após a assinatura da complementação das obras civis nos lotes 1 (um) e 2 (dois), sendo esse último dependente de repasses de recursos do Governo Federal, por meio de Programa de Aceleração de Crescimento (PAC). A assinatura do último contrato aconteceu no dia 26 de abril de 2019, com um novo custo previsto de R$ 87 milhões, em um contrato de 30 meses – sendo 18 para as obras e 12 para a operação assistida. A entrega estava prevista para o segundo semestre de 2021, sendo postergada em dezembro de 2022 para o 1º semestre de 2023.

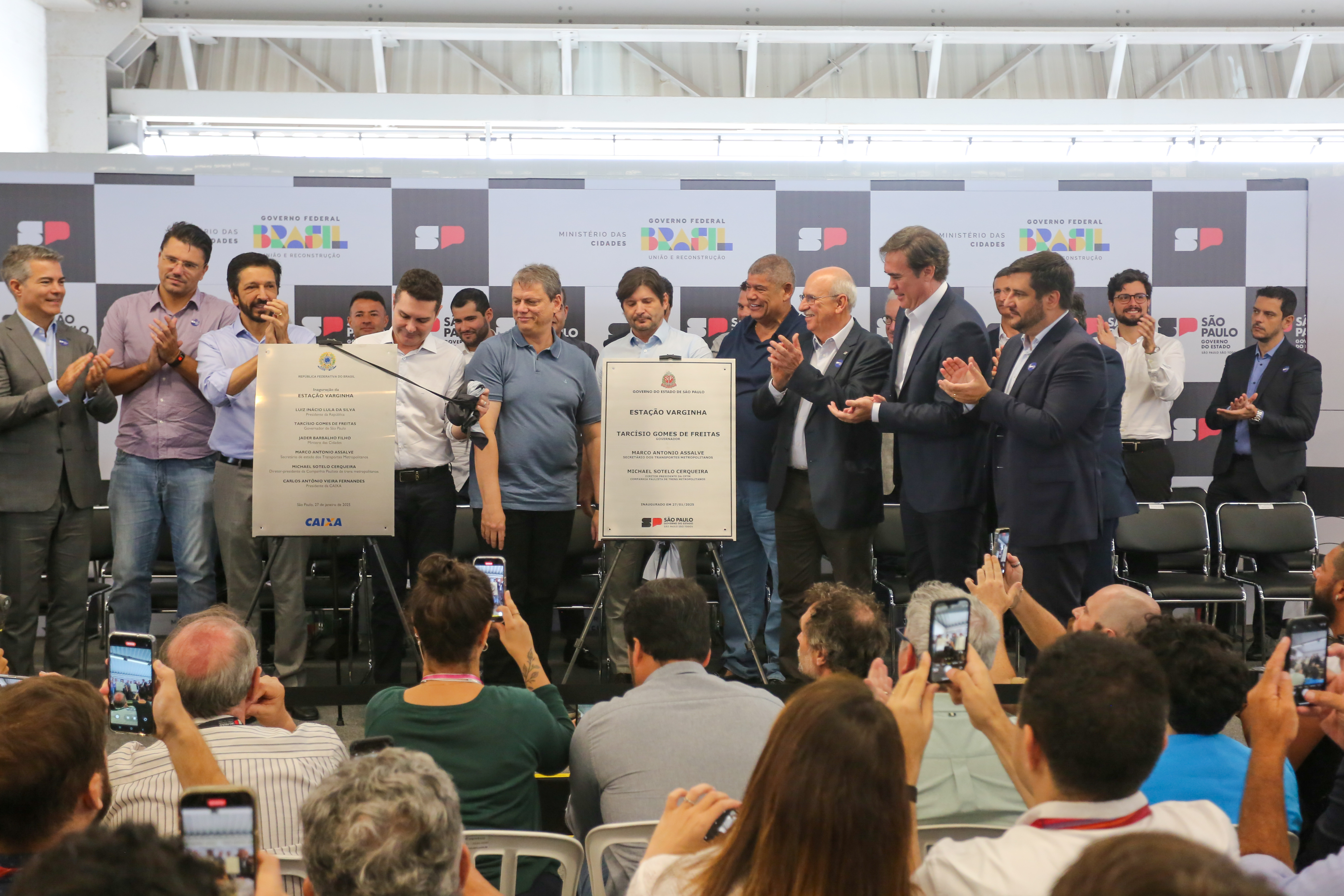
Inauguração da estação com a presença do governador Tarcísio de Freitas e do prefeito de São Paulo Ricardo Nunes.

### Inauguração
A nova estação, construída pela CPTM foi entregue no dia 27 de janeiro de 2025, pelo então governador Tarcísio de Freitas e o prefeito da cidade Ricardo Nunes, após mais de 10 anos de atraso.
O funcionamento incial da estação ocorreu em horário reduzido, das 10h às 14h como parte da operação assistida, procedimento comum em inaugurações de estações, sendo operada pela ViaMobilidade Linhas 8 e 9.

## Antiga Estação

### Estação Varginha de 1992
Estação em superfície com 2 (duas) vias adjacentes em bitola métrica e 1 (uma) plataforma em posição lateral do lado leste da estação. Estrutura da plataforma construída provisoriamente de madeira e parcialmente coberta com uma estrutura do mesmo material.
A estação possuía um prédio auxiliar ao final da plataforma com um telefone fixo (Orelhão) e um para-choque de via, feito de concreto ao final da via principal, prevenindo que algum trem desgovernado descarrilasse dos trilhos e invadisse a passagem de nível, à frente da estação.

### Estação Varginha de 2025
A estação está localizada em uma confluência na altura do número 1.000, entre a Avenida Paulo Guilguer Reimber e a Rua Oregon, no sudoeste do bairro Vila Natal.
Além da estação Varginha, um novo terminal de ônibus será construído sob responsabilidade da SPTrans. O novo terminal ficará no lugar do terminal atual homônimo localizado no final da avenida, que atualmente encontra-se saturado devido à alta demanda de passageiros oriundos dos distritos próximos da região da futura estação. Para permitir um melhor fluxo dos ônibus vindos da Avenida Senador Teotônio Vilela, a Avenida Paulo Guilguer Reimber será duplicada pela prefeitura.
Após a estação Varginha, há cerca de 700 metros de via, usados como estacionamento de trens e ponto de partida de uma possível extensão até o distrito de Parelheiros. Ao lado desse estacionamento será construído um pequeno pátio de manobras para o trens da Linha 9.
A implantação do novo sistema de sinalização e controle de trens (SCT – Sistema de Controle de Tráfego do Domínio Grajaú), ficará sob responsabilidade da empresa de infraestrutura Alstom.
| Sigla | Estação  | Inauguração | Integração                                                                      | Plataforma | Posição    | Notas                                                             |
| ----- | -------- | ----------- | ------------------------------------------------------------------------------- | ---------- | ---------- | ----------------------------------------------------------------- |
| VAR   | Varginha | 2024        | Bilhete Único da SPTrans Bilhete Ônibus Metropolitano Terminal de Ônibus Urbano | Central    | Superfície | Construída inicialmente pela Fepasa Prédio reconstruído pela CPTM |

Aço: 3.000 toneladas

Concreto: 8.000 m³

Estrutura metálica: 451 toneladas

Extensão da estação: 2.100 m²

Área total da estação Varginha, incluindo o Terminal de Ônibus Urbano: 15.000 m²

## Diagrama da estação
|  | ↓ a ↓ |

| 1 |

|  | ↕ b ↕ |

|  | ↓ a ↓ |

| 1 |

|  | ↕ b ↕ |

|  | ↓ a ↓ |

| 1 |

|  | ↕ b ↕ |

|  | ↓ a ↓ |

| 1 |

|  | ↕ b ↕ |